# Куковойт
Куковойт, также Куковойтис — персонаж легендарного сказания о Палемоновичах, включённого в белорусско-литовские летописи.

## Краткие сведения
Информация о Куковойте находится в легендарной части белорусско-литовских летописей, которые являются различными списками и компиляциями Хроники Великого княжества Литовского и Жомойтского. Эта часть летописи представляет собой генеалогическую легенду (легенду о Палемоновичах), созданную в 20-х годах XVI века.
Легенда начинается с сообщения как 500 семей римской «шляхты» времён императора Нерона прибыли в Литву морем. Она призвана показать древность и знатность четырёх родов, игравших значительную роль в Литовском княжестве начала XVI века. По мнению Улащика, инициаторами её создания были Гаштольды. В легенде персонально называются только четыре из прибывших и указывается к какому гербу они принадлежали: Довспрунк герба Китоврас, Прешпор герба Колюмны, Ульянус герба Урсеин и Гектор герба Рожи.
В работах польского хрониста XVI века Матея Стрыйковского «О началах, истоках, достоинствах, делах рыцарских и внутренних славного народа литовского, жмудского и русского, доселе никогда никем не исследованная и не описанная, по вдохновению божьему и опыту собственному» и «Хронике польской, литовской, жмудской и всей Руси» также содержится основанная на летописях легенда о Палемоновичах. Однако местами есть разница: более у «Начал» и менее у «Хроники». По мнению Улащика, в «Началах» Стрыйковский больше фантазировал, а в «Хронике» более следовал летописям, которые тоже были достаточно фантастическими.
Лишь в части списков легенды говорится, что Куковойт старший сын князя Живибунда, принадлежащего к гербу Китоврас. Согласно легенде литовский князь Куковойт пришел на помощь новогрудскому князю Скирмонту (или Шкварну) в битве на Ясельде с волынцами. У Стрыйковского в "Началах" главный вклад в победу сделали литовцы и жмудь, а в "Кронике", так же как в летописных списках войска Куковойта составляли вспомогательную силу.
В легенде есть рассказ, что сын Куковойта Утенус поставил в честь своего отца "болвана", а после того как болван сгнил, там вырос лес, который местные жители обоготворяли, называя его именем Куковойта

## Комментарии
1. ↑  Известны шесть летописей, содержащих легенду — Археологического общества, Красинского, Рачинского, Ольшевская, Румянцевская, Евреиновская, все являющиеся различными редакциями и списками Хроники Великого княжества Литовского и Жомойтского и две хроники — хроника Быховца и Хроника литовская и жмойтская, являющаяся компиляцией XVII века (Улащик, 1985, с. 130)
2. ↑  В летописях Рачинского, Ольшевской, Румянцевской